# 青柳健
青柳 健（あおやぎ けん、1930年6月9日 - 没年不明）は、日本の実業家。書店創業者、登山家、詩人、随筆家。

## 人物
長野県南安曇郡（現：安曇野市）生まれ。民族学者の岡正雄に影響を受ける。
1950年に長野県松本深志高等学校を卒業後、東京外国語大学フランス語学科入学。哲学科教授であった串田孫一に出会い、山岳部創設に関わる。東京外国語大学山岳会会員。まいんべるく会創立会員。もんたにゆ会（1971年 - 2011年）主宰。1968年穂高書店を創業する。2017年現在は同社の会長を務める。

## 著書
- 『穂高岳』二見書房 <シルバーブックス1>、1962年
- 『青春の穂高』三笠書房、1965年
- 『郷愁の山』朋文堂 <ケルン新書>、1965年
- 『穂高岳』二見書房 <日本の名山 1>、1968年
- 『玄奘三蔵の道を歩く : 西域・ヒンズー・クシュの山脈 』芙蓉書房、1970年
- 『青春の穂高』二見書房 <山岳名著シリーズ>、1971年
- 『アフガニスタン紀行』芙蓉書房 <シルクロード叢書>、1980年
- 『山の絆』岳書房、1984年
- 『青柳健山岳著作集』全5巻 穂高書店、1991年
  - 第1巻:青春の穂高
  - 第2巻:山の絆
  - 第3巻:玄奘三蔵の道を歩く
  - 第4巻:郷愁の山
  - 第5巻:山の詩集

### 共編著
- 青柳健・三宅修・宮川俊彦（編）『カラー 上高地』山と渓谷社 <山渓カラーガイド7>、1967年
- 『信越 北陸 飛騨』三笠書房 <日本の旅 名詩集2>、1967年
- 『八ケ岳』（編著）山と渓谷社 <山渓フォトライブラリー名峰シリーズ>、1976年
- 『長野県文学全集[第Ⅳ期/詩歌編]』（第3巻詩編<Ⅲ>）郷土出版社、1996年
- 『穂高岳』（編著）<日本の名山10> 博品社、1997年
- 『八ケ岳』<日本の名山12>編 博品社 1997
- 『アルプ 特集 串田孫一』（編著）山と渓谷社、2007年
- 『山の怪談』（編著）河出書房新社、2017年
- 『山の怪異譚 』（編著）河出書房新社、2017年

### 翻訳
- マルヴェルン『白鳥の湖』三笠書房、1965年
- ジョルジュ・ソニエ『空の大地』二見書房、1966年
- ジャン・コスト『若きアルピニストの魂』二見書房、1966年
- J.D.マッカラム『エヴェレスト日記 』二見書房、1967年
- クリスチャン・ボニントン『わが青春の登攀』三笠書房、1975年